# Somme (La Manche)
A Somme folyó Franciaország északi részén, Hauts-de-France régióban.
A rómaiak Samarának nevezték, ami a gall samo (’nyugodt’) és ar (’folyó, völgy’) összetételéből alakult.

## Földrajz
Hossza: kb. 245 km, vízgyűjtő területe: 6550 km², évi közepes vízhozama Abbeville-nél: 35 m³/s.
Az Aisne megyei Fonsomme községnél ered. Hauts-de-France régió két megyéje, Aisne és Somme területén folyik, az utóbbi megye névadója a folyó. Felső folyásán gyakran változtat irányt, de Amiens-től kezdve jellemzően északnyugat felé tart, majd tölcsértorkolattal ömlik a La Manche Somme-öblébe. Vízgyűjtő területének kisebb része északon Pas-de-Calais, délkeleten Oise megyére is kiterjed. 
Enyhe lejtésű, alföldi jellegű folyó. Áramlása lassú, egyenletes, az év folyamán szezonális ingadozása nem jelentős. Az alacsony vízállású időszak június végétől szeptember végéig tart. Októbertől a vízhozam lassan növekednii kezd és február-márciusban éri el a maximális értéket. Árvizét szerény vízhozam, de hosszan tartó lefolyás jellemzi. A legnagyobb vízhozamot (104 m³/s) 2001-ben Abbeville-nél mérték, az árvíz levonulása akkor 85 napig tartott.
A Somme völgye sík, nagyrészt mezőgazdasági jellegű terület, ahol állattenyésztés, halgazdálkodás folyik, több gát és vízerőmű épült. A völgy középső részén, a mocsarak és tavak vidékén tőzegbányászat alakult ki. A terület egyik legjelentősebb átalakítása a 18. században történt, amikor a folyó mentén a víziút fejlesztése érdekében csatornákat építettek.
A folyó partján épült legnagyobb városok: Saint-Quentin, Péronne, Amiens (Somme megye székhelye) és Abbeville.
Jelentősebb, bal oldali mellékfolyója az Avre (66 km).

## Kapcsolódó szócikk
- Somme-i csata (1916)